# Cristina Duarte
Cristina Duarte (Lisboa, 1962) é uma política cabo-verdiana. É a atual ministra das Finanças, do Planeamento e da Administração Pública de Cabo Verde, cargo que ocupa desde 2006.

## História
Frequentou a escola primária em Angola, onde morou até aos doze anos de idade. É nessa altura que ocorre a Revolução de 25 de Abril de 1974, com a queda do regime ditatorial português, o Estado Novo. Frequentou o liceu em Cabo Verde, até partir para Portugal, onde fez uma Licenciatura em Economia no Instituto Superior de Economia da Universidade Técnica de Lisboa. No início dos anos 90 foi viver para os Estados Unidos da América e tirou um MBA na área de finanças internacionais e de mercados de capitais emergentes. É casada com um italiano e tem uma filha.
Cristina Duarte tem uma experiência profissional diversificada, nomeadamente como diretora-geral do Gabinete de Estudos e Planeamento do Ministério do Desenvolvimento Rural, como consultora da Organização das Nações Unidas para Alimentação e Agricultura, do Programa das Nações Unidas para o Desenvolvimento e do Banco Mundial. No sector privado trabalhou com o Citigroup/Citibank. Desde 2006 é governadora do Banco Africano de Desenvolvimento, do Banco Mundial e do Fundo Monetário Internacional. É fluente em francês, inglês, italiano, português e crioulo cabo-verdiano.
O seu pai, Manuel Duarte, foi um combatente da liberdade em Angola, Guiné-Bissau e Cabo Verde.
Em 2014 foi considerada pela revista Financial Afrik uma das cem pessoas mais influentes em África. Em 2015 foi candidata à presidência do Banco Africano de Desenvolvimento, tendo este lugar vindo a ser ocupado por Akinwumi Adesina, da Nigéria.